# Шипоту (Прахова)
Шипоту (рум. Șipotu) — село у повіті Прахова в Румунії. Входить до складу комуни Ліпенешть.
Село розташоване на відстані 67 км на північ від Бухареста, 11 км на північ від Плоєшті, 75 км на південний схід від Брашова.

## Населення
За даними перепису населення 2002 року у селі проживала 2331 особа. Рідною мовою 2330 осіб (> 99,9%) назвали румунську.
Національний склад населення села:
| Національність | Кількість осіб | Відсоток |
| -------------- | -------------- | -------- |
| румуни         | 2094           | 89,8%    |
| цигани         | 234            | 10,0%    |